# Intraokuláris lencse
Az intraokuláris lencse (intraocular lens, IOL) tulajdonképpen egy szembe ültethető lencse, melyet többnyire az eredeti szemlencse (crystalline lens) helyett ültetnek be. Általában a beültetés oka a szürkehályog miatti látásromlás, vagy orvosi beavatkozásként javítani akarják a szem optikai tulajdonságát nagyfokú rövidlátás esetén. Maga a ‘lencse’ egy kis műanyag lencséből áll és egy oldalsó kampóból, melynek neve „haptic” és melynek szerepe, hogy a szembe ültetve a lencsét a helyén tartsa (ha nem a lencsetokba ültetik, akkor az ínhártyához vagy az íriszhez kapcsozzák). Régebben az IOL egy rugalmatlan anyagból (PMMA) készült, melyet rugalmasabb anyagok váltottak fel. A legtöbb IOL napjainkban fix fókuszú monofokális lencse. A technika fejlődésével lehetővé vált multifokális lencse ültetése is, mely képes több fókusztávot is megvalósítani. Az adaptíve IOL már képes korlátozottan akkomodálódni.
A szürkehályog gyógyítására IOL beültetése mára már az egyik legelterjedtebb gyógymód. Az eljárás végrehajtható helyi érzéstelenítéssel, miközben a páciens ébren van a műtét alatt. A rugalmas IOL alkalmazásával lehetővé vált, hogy kis bemetszéssel is el tudják helyezni a lencsét a szemben. Érdemes megjegyezni, hogy a megkeményedett lencse eltávolításában is történtek változások. Manapság az eredeti lencsét ultrahanggal szétzúzzák, és így könnyen ki tudják szedni. Ezen eljárás a phacoemulsificatio. Ezáltal elkerülhetőek a nagyobb hegek, öltések. Az eljárás egy gyakorlott szemésznek nem tart tovább 5-10 percnél. Poszt operatív a látás gyorsan javulni kezd, de a teljes felépülési idő 2-3 hét. A műtét után az alanynak óvakodnia kell a megterhelő gyakorlatoktól, a hajolástól és bármi mástól, ami jelentősen megnöveli a vérnyomást. 
A műtét után 4 kötelező szemvizsgálat van: a műtétet követő nap, a műtét után 1 héttel, a harmadik a műtét után 1 hónappal és a műtét után 6 hónappal. A rendszeres szemorvosí vizsgálat mindenki számára ajánlott, nemcsak az esetleges szövődmények miatt, hanem más szembetegségek elleni gyors és hatékony fellépés érdekében is. 
Az IOL implantátum kockázatai főként a műtéttel járó kockázatok, mint a fertőzés veszélye, a lencse meglazulása, elfordulása, begyulladása, éjszakai homályosság stb. Hiába csökkenti az IOL a páciensek szemüvegtől való függőségét, mégis használniuk kell olvasáshoz vagy vezetéshez, mivel az IOL nem képes akkomodálni, így 0,5 -3 dioptriát vagy közelre vagy távolra korrigálni kell így is.

## Az IOL története
1949. november 29-én, Sir Harold Ridley volt az első, aki sikeresen ültetett be szemlencsét a Szent Tamás Kórházban, Londonban. Ezt az első intraokuláris lencsét a Rayner vállalat gyártotta Brightonban. Úgy tudni, hogy a beültethető szemlencse ötlete egy segédorvostól származik, aki megkérdezte Ridley-t, hogy miért nem helyettesíti a kioperált szemlencsét. Az első lencsék üvegből készültek, nehezek voltak és hajlamosak a besötétülésre az Nd:YAG lézerrel végzett kapszulotómia alatt. Műanyag alapú lencséket később kezdtek el használni, miután megfigyelték, hogy a második világháborúban részt vevő pilótáknak, akiknek a szélvédő darabjai a szemükbe ment, ez a darab nyugodtan marad a szemben, nem volt kilökődés. Az intraokuláris lencse alkalmazása nem talált széles körű alkalmazásra egészen az 1970-es évekig, amikor további fejlesztéseket alkalmaztak a lencséken és a műtéti eljáráson is. Napjainkban, az Egyesült Államokban több mint 1 millió IOL beültetést hajtanak végre évente.

## Az IOL anyagai
A polimetil-metakrilát (PMMA) volt az első anyag, melyet sikerrel alkalmaztak intraokuláris lencse anyagának. Sir H. Ridley brit szemészorvos megfigyelte, hogy a Royal Air Force pilótáinak sérülés útján szembe került PMMA szélvédődarabok nem mutatnak sem kilökődést, sem idegentest reakciót. Ebből következtetett arra, hogy az áttetsző szervetlen anyag megfelelő a szembe ültetésre. Ridley tervezte meg és ültette be emberi szembe az első intraokuláris lencsét.
A technológia fejlődésével lehetővé vált a szilikonok és az akrilátfélék alkalmazása. Mindkét anyag puha és hajlékony szervetlen anyag. Ez lehetővé teszi a lencse behelyezés előtti összehajtást, így kisebb bemetszés is elégséges a beültetéskor. A PMMA és akrilát lencséket ugyancsak használhatják kis bemetszéssel, valamint azoknál a betegeknél, akiknek uveitise van, cukorbetegség okozta retinopátiája van, vagy érzékenyek a szilikonolajra és a kilökődés veszélye nagyobb. Az akrilát lencsék magas előállítási áruk miatt nem mindig az ideális választás. A legújabb intraokuláris lencsék már négyzetes tartóban vannak, nem világít az anyaghatáron, és sárga festéket adtak az IOL-hez.
2003-ban, az USA-ban az Élelmiszer és Gyógyszer Ellenőrzési Hatóság új kategóriájú intraokuláris lencsét engedélyezett, a Crystalens lencsét. A lencse képes változtatni a pozícióját a sugárizmok segítségével, így lehetővé teszi a természetes fókuszkövetést. A Crystalens lencse egy 360 fokban négyzetes szélű lencse, olyan beépítő pántokkal, melyek engedik a lencse helyváltoztatását, közeli, közepes, és távoli fókuszpozícióra, hasonlóan, mint az igazi szemlencse. 2006-ban, a Five-O nevű lencsét újratervezték, hogy megőrizze a fókuszálási képességét, de ugyanakkor jobb optikai ereje és nagyobb stabilitása legyen. A Crystalens lencse használata továbbra is megtartotta azt az előnyt, hogy az általános hályog eltávolítási és beültetési műtét alatt elég volt kis bemetszést ejteni a szemen. Továbbá kisebb az esélye a fényesedésnek, homályosságnak, és éjszakai látási problémáknak, mivel a multifokális lencsékkel ellentétben a Crystalens lencsének egy fókuszpontja van, ezért csakis egy, azaz 1 darab képet vetít a retinára, és nem szórja szét az oldalsó sugarakat, mint a multifokális lencsék.

## Egyéb IOL-ek
- Blue Light Filtering IOL-ek a plusz bevonatuknak köszönhetően szűrik az UV és egyéb nagy energiájú fényeket, melyek az esetek nagy többségében látáskárosodást okozhatnak.
- Toric IOL-ek (1998), melyek korrigálják a szemtengelyferdülést.

A PMMA lencséket mai napig széles körben használják Ázsia és Afrika nagy részén, mert ára és sebészeti paraméterei miatt még mindig közkedvelt. További fejlesztések lehetővé tették a szilikon-akrilát használatát, mely meglehetősen puha anyag, és ez még kisebb metszést igényel, mivel a lencse jobban összehajtható. Az akrilát lencse is összehajtható és abban az esetben indokolt a használata, ha a páciensnek volt uveitise vagy nagy a valószínűsége a retina leválásának. Amennyiben az előbb felsorolt veszélyek nincsenek, nem érdemes akrilát lencsét választani igen magas ára miatt. 
Napjainkban az amerikai Élelmiszer és Gyógyszer Ellenőrzési Hivatal jóváhagyta a multifokális lencsék beültetését, habár az amerikai biztosítók többsége nem fedezi a multifokális lencséket, melynek költsége minimálisan 1500 dollár / szem.

## Phakic, aphakic, és pseudophakic IOL-ek
- Phakianak nevezzük azt az állapotot, amikor a természetes szemlencse jelen van.
- Aphakianak, amikor véletlenszerű sérülés vagy operáció miatt a szemlencse nincs jelen.[1]
- Pseudophakiaról pedig akkor beszélünk, amikor a természetes szemlencse szintetikus lencsével van helyettesítve.

A szavak görög eredetűek, a phakos szó lencsét jelent.

## Intraokuláris lencsék a reflekciós hibák javítására
1999 óta használnak intraokuláris lencséket rövidlátás (myopia), távollátás (hyperopia) és szemtengelyferdülés (asztigmia) korrigálására. Ezeket az IOL-eket PIOL-nek (phakic intraocular lens) hívják, és eredeti szemlencsét nem távolítják el.
Sokkal gyakoribb azonban az úgynevezett Aphakic IOL beültetés (ez nem a PIOL), melynek neve CLEAR (Clear Lens Extraction and Replacement). A CLEAR műtét alatt az eredeti szemlencsét kiveszik és IOL-el cserélik ki. Ez a műtét sokban hasonlít az általános hályog eltávolítási műtéthez: mindkettőnél kicserélik a szemlencsét, helyi érzéstelenítést használnak, elég egy kis bemetszés a szemen, és az egész eljárás nem tart tovább 30 percnél. Általában egy CLEAR műtét után 1-7 nap a lábadozási idő. Ez idő alatt óvakodni kell a nagyobb megterhelésektől, valamint a nagy vérnyomással járó tevékenységektől. A CLEAR műtétek az esetek 90%-ban rizikómentesek. A kockázatok között szerepel a seb szivárgása, a felülfertőződés veszélye, gyulladás, asztigmatizmus. CLEAR műtétet csakis 40 év feletti páciensen végezhetnek, mivel ez esetben a növekedés nem teszi tönkre az IOL-t, és nem kell utólagosan beavatkozni.
Az IOL-ek beültetésének három előnye van. Először is lehetővé teszi, egy esetleges LASIK műtét elvégzését, ami csakis olyan pácienseknél hajtható végre, akik nem rendelkeznek igen nagy mértékű látáshibával. Másodszor egy megfelelőképpen beültetett IOL garantálja, hogy a páciensnek nem lesz szüksége szemüvegre, vagy kontaktlencsére. Harmadszor pedig, mivel az eredeti szemlencsét eltávolították, ezért nem lép fel a hályogosodás (néha előfordul a beültetett IOL és a tok között utóhályogosodás, de ezt lézeres kezeléssel könnyedén tudják gyógyítani). Egyetlen hátránya, hogy a szem fókuszváltoztatási (akkomodációs) képessége lecsökken, vagy megszűnik. Ez attól függ, hogy milyen típusú IOL került beültetésre.
A legtöbb PIOL-t még nem hagyta jóvá az amerikai Élelmiszer és Gyógyszer Ellenőrzési Hivatal, de nagy részüket már vizsgálja. Íme pár kockázat, melyeket a fent említett szervezet az elmúlt 3 év alatt mutatott ki a mesterséges szemlencsék területén:
- 1,8%-os endothelsejt veszteség évente
- 0,6% retina leválás kockázata
- 0,6% szürkehályog kialakulásának kockázata (más tanulmányok szerint 0,5-1%)
- 0,4% ideghártya leválás kockázata

Egyéb kockázatok:
- 0,03 – 0,05%-os felülfertőződés veszély, mely akár a látás elvesztéséhez is vezethet, habár ez a veszély minden szemészeti műtét esetén jelen van, nem csak az IOL beültetésre jellemző
- glaucoma
- asztigmia
- a rövid vagy távollátás megmaradása
- a lencse elfordulása, még a műtét után 2 nappal is kockázatot jelent.Ennek oka, hogy a PIOL túl rövid, vagy a sulcus egy kissé ellipszis alakú (az egyik átmérője kisebb, mint a másik).

## Phakic IOL-ek
Azon pácienseknél, akiknek igen erős myopiajuk van, lehetséges Phakic IOL beültetése, úgy, hogy az eredeti szemlencse a helyén maradjon. Ehhez a műtéthez meg kell határozni a PIOL pontos méretét. Ha a lencse nem megfelelő hosszú, akkor elfordulhat a szemben és asztigmiát okozhat, sőt az eredeti szemlencsét is károsíthatja. A szemben áramló folyadékokat is gátolhatja, így a nem megfelelő méretű PIOL okozhat glaucomát is. A PIOL méretét rendszerint a white-to-white eljárással becsülik meg. Ez megadja a ciliáris sulcus átmérőjét. Manapság lehetőség van 3 dimenziós ultrahangos biomikroszkopikus vizsgálatra (Artemis) a méretek meghatározására. Az ultrahangos eljárás igencsak javasolt, mivel a white-to-white közelítés nincs pontos korrelációban a suclcushoz se rövid, se távollátók esetében. Az esetek 1%-ában alapszik a sulcus-to-sulcus mérés a white-to-white módszeren, mivel a pontatlanságok súlyos komplikációkhoz vezethetnek. Mivel a mérés és a gyártás pontossága ilyen nagy fontossággal bír, ezért a lencséket közvetlen a gyártótól rendelik a kórházak, ami 2-3 hétig is eltarthat. Ezután egy rutin hátsó csarnoki műtét (post chamber IOL, PC-IOL) nem igényel semmiféle komplikált előkészítés. Végrehajtható helyi érzéstelenítéssel 30 perc alatt, mint bármelyik hályogeltávolítási műtétet.

## PIOL típusai
Phakic IOL-ek lehetnek szférikusak, vagy tórikusak – az utóbbit asztigmatikus szem korrigálására használják. A különbség csupán az, hogy a tórikus IOL-t egy bizonyos szögben kell beültetni, különben nem lesz tökéletes az asztigmatia korrekció, sőt romolhat is.
A beültetés helyétől függően, az alábbi csoportokba sorolhatóak a PIOL-ek:
- Szög támogatott PIOL: ezeket a lencséket a szem hátsó csarnokába helyezik. Közismert negatív hatásuk a cornea endotheliumra, ami elengedhetetlen a szaruhártya elválasztásához a csarnokvíztől, és ezzel a szaruhártya integritásának megtartásához (ne legyen ödémás).
- Írisz támogatott PIOL: ez a típus napjainkban egyre népszerűbb. Az IOL az írisz középperifériájához csatlakoztatják kis kampókkal, a technológiát enclavation-nek hívják. Úgy tartják, hogy így kisebb káros hatás éri a cornea endotheliumot.
- Sulcus támogatott PIOL: ezeket az IOL-eket a hátulsó csarnokba helyezik el, pontosan a természetes szemlencse elé. Speciális kialakításuknak köszönhetően nincsenek közvetlen kapcsolatban a normál szemlencsével. A legáltalánosabb komplikázió a hályogosodás és a pigment dispersion syndrome (a pigment sejtek leválása az iriszről).

### Intraokuláris kontaktlencse
Az intraokuláris kontaktlencse mind kialakításában, mind anyagában jelentősen különbözik az általánosan használt kontaktlencsétől. Az intraokuláris kontaktlencse (angolul implantable contact lens) egy korrekciós lencse, melyet műtéttel helyeznek a szem elülső csarnokába, az írisz és a szemlencse közé. Jelentősebb távol- és közellátási probléma esetében használják.

## Külső hivatkozások
- Rövidlátás.lap.hu - linkgyűjtemény